# Barcelona Open Banc Sabadell 2025
Barcelona Open Banc Sabadell 2025 — тенісний турнір, що проходив на ґрунтових кортах у місті Барселона (Іспанія) з 14 по 20 квітня. Належав до категорії ATP 500, був турніром серії Barcelona Open 2025 року.

## Фінальна частина

### Одиночний розряд
Гольгер Руне —  Карлос Алькарас 7–6(8–6), 6–2

### Парний розряд
Сандер Арендс /  Люк Джонсон —  Джо Солсбері /  Ніл Скупскі 6–3, 6–7(1–7), [10–6]